# Fabronia leptura
Fabronia leptura là một loài Rêu trong họ Fabroniaceae. Loài này được (Taylor) Broth. miêu tả khoa học đầu tiên năm 1907.